# Аргеј II
Аргеј II је био краљ и претедент на македонски престо. Вјероватно је био Линкенстински владар.
Аргеј је био син Архелаја. Уз помоћ Илира, Аргеј II је 393. п. н. е. протјерао краља Аминту III са власти и задржао престо око годину дана. Уз помоћ Тесалијанаца, Аминта III је касније успио да протјера Аргеја и поврати дио његовог краљевства 392. п. н. е.
Тридесет пет година касније, 359. године, појавио се други Аргеј или Аргеј као претендент на престо; можда је био иста особа као Аргеј II. Овај Аргеј је убjедио Атињане да подрже његову тврдњу на македонски престо, али Филип II, који је управо наслиједио регентство у краљевству, убједио је Атињане да остану неактивни.
Уз помоћ плаћеника, неким македонским изгнаницима и низом атинских трупа (којима је њихов генерал Манлије дозволио да се придруже Македонцима), Аргеј је покушао да заузме Еге, али је одбијен. Приликом повлачења у Метон, пресрео га је Филип и поразио га. Аргеј је или убијен у бици или погубљен након тога.